# Rapaxavis
Rapaxavis (лат.) — род энанциорнисовых птиц, живших во времена раннемеловой эпохи (аптский век). Включает единственный вид — Rapaxavis pani. Ископаемые остатки найдены в геологической формации Цзюфотан (Jiufotang), провинция Ляонин, Китай.
Образец был обнаружен в 2006 году недалеко от города Лянхэ (Lianhe). Китайский палеонтолог Пан Лицзюн (Pan Lijun) отнёс его к роду Longirostravis.
В 2009 году группа палеонтологов под руководством Эрика М. Моршхаузера назвала и описала образец как типовой вид Rapaxavis pani. Название рода составлено из латинских слов rapax — хватающий, и avis — птица, в связи со специализированной функцией захвата стопы. Видовое название дано в честь Пан Лицзюна как первооткрывателя. Также это намёк на Пана — древнегреческого бога плодородия и дикой природы, поскольку считается, что Rapanavis был древесной птицей.
Голотип DMNH D2522 представляет собой почти полный скелет с черепом на каменной плите. При отделении плитки от контрплиты кости не раскололись, сохранив идеальное состояние. В 2009 году, после изучения и без какой-либо препарации образец, представляющий собой остатки неполовозрелой особи, был описан. Позже образец был отпрепарирован, но неудачно — были повреждены части скелета, особенно череп, у которого была разрушена вся правая скуловая кость. Впоследствии его отправили в Лос-Анджелесский музей естественной истории, где проходила дальнейшая препарация, в результате которой удалось устранить некоторые повреждения. Знания, полученные в ходе этого процесса, послужили основой для более подробного пересмотра в 2011 году.